# ألفرد كولز
ألفرد كولز (بالإنجليزية: Alfred Cowles)‏ هو اقتصادي أمريكي، ولد في 15 سبتمبر 1891 في شيكاغو في الولايات المتحدة، وتوفي في 28 ديسمبر 1984.